# Arrivano i dollari!
Arrivano i dollari! è un film del 1957 diretto da Mario Costa.

## Trama
Lo zio Arduino, emigrato povero in Sudafrica e diventato ricco con una miniera di diamanti, morendo lascia una cospicua eredità ai suoi cinque nipoti in Italia, i fratelli Pasti, abitanti tutti nello stesso paesino. A rigor di testamento, i cinque dovranno dimostrare di essere meritevoli ed esenti da vizi di fronte alla moglie del defunto, la zia Caterina, donna ancora giovanile e piacente, arrivata appositamente in Italia col proprio notaio, l'altrettanto affascinante Helene Marigny.
Una prova, quella di rinunziare ai loro difetti per due settimane, che si rivela difficile: Giuseppe, proprietario terriero e strozzino, deve nascondere la sua avarizia, Cesaretto la sua indole di scansafatiche, Alfonso la sua megalomania, Michelino la sua gelosia patologica per la moglie, ed infine Piero la sua fama di dongiovanni.
Zia Caterina però, per meglio indagare vizi e virtù dei cinque fratelli, decide di tendere loro un tranello interpretando ella stessa la parte del notaio e facendo apparire come la zia, per le due settimane di prova, il vero notaio. L'opportunismo ed i vizi dei fratelli Pasti vengono alla luce subito, già alla sola notizia dell'arrivo di una zia dall'Africa, che nessuno di loro vuole accogliere credendo si tratti di una vecchia vedova squattrinata. La sola vista dell'avvenente e facoltosa donna, insieme alla notizia di un'eredità in ballo, convince però tutti a cambiare radicalmente atteggiamento.
Pur non superando la prova, però, i Pasti sono aiutati dalla sorte: sapendo di non poter confidare nei propri nipoti, zio Arduino aveva già designato unica erede sua moglie la quale, dopo aver ceduto alla galanteria di Alfonso, decide di dividere la sua ricchezza con tutti i parenti, senza dunque scontentare nessuno dei fratelli Pasti.

## La critica
Su Il Piccolo di Trieste del 30 marzo 1957: "Dov'è il miglior Sordi? Nell'estro e nella genuinità di questa figura farsesca oppure in prove più disciplinate, come fu ad esempio il Seduttore? Per chi ama la sincerità senza veli il Sordi autentico sta qui, sfrenato ma senza diaframmi, il suo istinto di comico e il ruolo che assolve. Ed è questa anche la parte valida di "Arrivano i dollari", vicenda non nuova d'una grossa eredità da dividere tra cinque fratelli."
In Arrivano i dollari troviamo anche una denuncia tra l'ironico e il drammatico dello sfruttamento del lavoro minorile: «Quante volte ve lo devo dire che a sei anni i bambini non devono lavorare» (Giuseppe Pasti alla famiglia di suoi coloni).

## Incassi
Incasso accertato a tutto il 31 marzo 1964 £ 226.253.777